# Agabus godmanni
Agabus godmanni é uma espécie de insetos coleópteros pertencente à família Dytiscidae.
A autoridade científica da espécie é Crotch, tendo sido descrita no ano de 1867.
Trata-se de uma espécie presente no território português.